# هيرارب (فلم)
هيرارب (بالإنجليزية: Hairareb)، هُو فيلم دراما ناميبي صدر سنة 2019، وقد أخرجه أوشوفيلي شيبو في أول عمل إخراجي له.